# Bikini de la princesa Leia

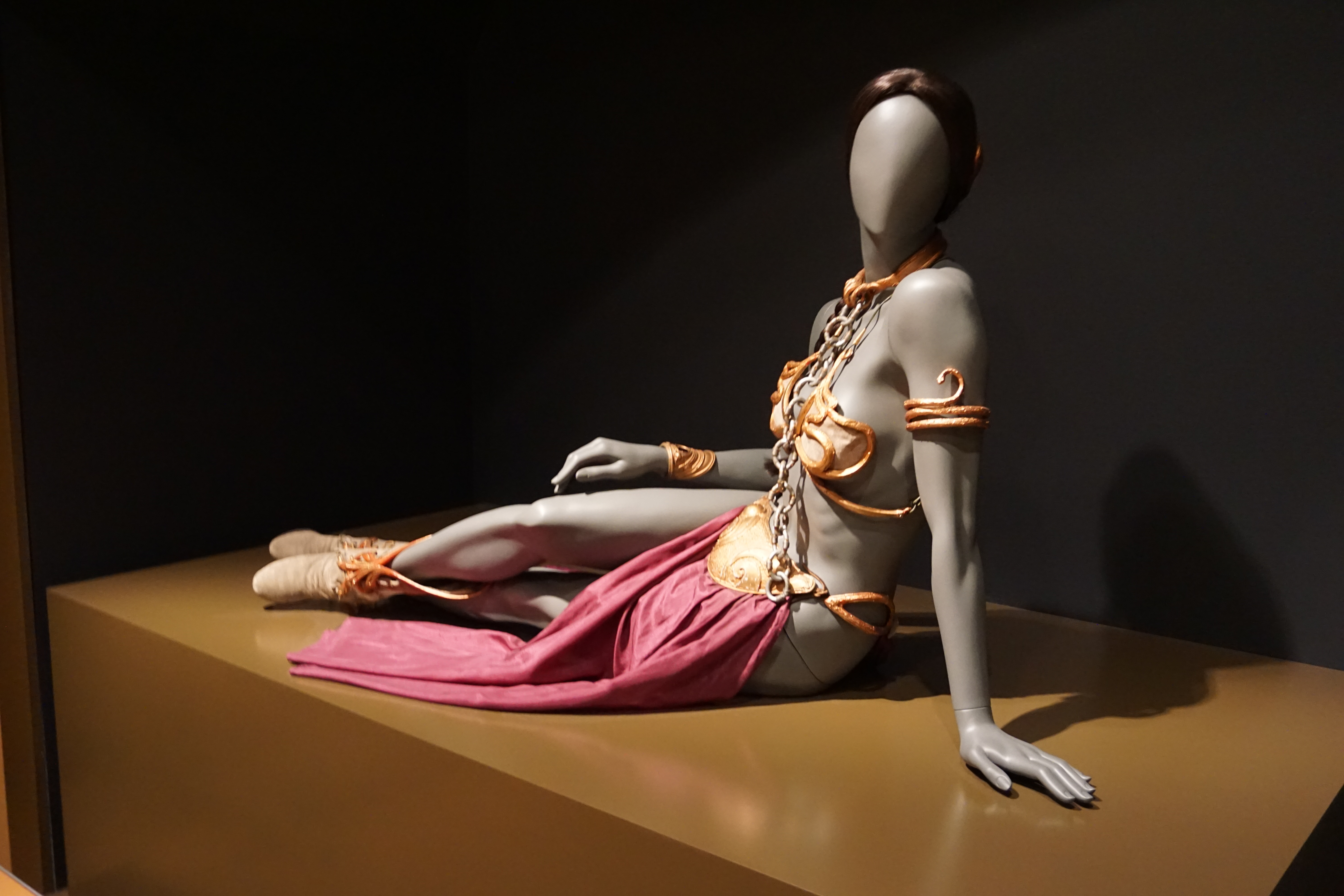
El atuendo puesto en exhibición en el Instituto de Artes de Detroit.

El bikini de la princesa Leia es un atuendo de esclava de Jabba el hutt vestido por la actriz Carrie Fisher como princesa Leia en la película de 1983 El retorno del Jedi, de la saga Star wars.

## Desarrollo
La diseñadora de vestuario Aggie Guerard Rodgers, junto con Nilo Rodis-Jamero, realizó la prenda para la compañía de efectos visuales Industrial Light & Magic. Según Rodgers, Lucas le dio información somera de la escena en el palacio de Jabba, pero quería un atuendo especial, «25 yardas de tela fluyendo a través de la escena», lo que no se logró.
La prenda fue bocetada por Rodis-Jamero, director artístico de efectos visuales en El imperio contraataca y diseñador de vestuario en El retorno del Jedi. En 2006 declaró que el diseño está inspirado en el trabajo del artista de ciencia ficción Frank Frazetta: «Realmente amaba el cuerpo femenino. Creo que es estupendo que el vestido de Leia sea tan femenino y sensual». El autor Rikke Schubart escribió en 2007 que el diseño final fue inspirado por los dibujos de mujeres con bikinis metálicos, que servían supuestamente como armaduras, de Earle K. Bergey, portadista de Fantastic Story Magazine. Otras actrices vistieron este tipo de prenda en películas anteriores: Myrna Loy en The Desert Song, de 1929; Yvonne De Carlo en Slave Girl, de 1947; y María Montez en películas de aventuras de los años 1940.

## Diseño y material
Rodgers y sus colaboradores crearon varias versiones del bikini para las diferentes escenas del filme, una pieza metálica para escenas donde Fisher permanecía quieta, otra de goma que ella y la especialista Tracy Eddon pudiesen vestir cómodamente en escenas de acción. Los figurinistas hicieron un molde del torso de Carrie Fisher para diseñarlo a medida.
Sujetador
Cobre estampado y con escote profundo y curvado que se sujetaba tras el cuello y a la espalda con un cordón.
Braga
Una placa cobriza con dos tiras largas y rectangulares de seda roja colgando delante y detrás a modo de taparrabos.
Accesorios
Fisher calzaba botas de cuero hasta la rodilla y lucía un pasador que le sujetaba el cabello largo recogido en una trenza que caía sobre el hombro derecho, dos pulseras y un brazalete con forma de serpiente. También un collar y una cadena que la unía a Jabba el Hutt, su captor, y que usa para matarlo.

## Recibimiento
Presentado solo en dos escenas, el traje empero convirtió a Carrie Fisher en un símbolo sexual, y es a menudo imitado por fanes en eventos de La guerra de las galaxias. El traje de esclava de Leia ha adquirido el estatus de icono de la cultura pop y ha dado lugar a bromas y parodias e incluso se le ha dedicado un fansite. También es un disfraz muy popular en Estados Unidos por Halloween. Un redactor de Wired declaró que el único motivo para la celebridad de esta vestimenta es «sin duda, que la visión de Carrie Fisher en ese bañador dorado de ciencia ficción se grabó a fuego en el subconsciente sudoroso de una generación de fanes púberes en la primavera de 1983».

### Críticas
Este vestuario se ha calificado como una forma de fanservice que promueve la cosificación sexual de la mujer, y consta que Carrie Fisher lo criticó y aconsejó a la actriz Daisy Ridley: «No seas una esclava como yo. No dejes de luchar contra el vestido de esclava». Por otro lado, Noah Berlatsky ha argumentado que la prenda trasciende el mero simbolismo sexual, representando una importante etapa en la complicada relación entre la princesa Leia y Han Solo.
Con la adquisición de Lucasfilm por parte de Disney, las mercancías que mostraban el disfraz dejaron de fabricarse, aparentemente en respuesta a un segmento de Fox News en el que los padres describían dificultades para explicar los juguetes con el disfraz (incluida una cadena alrededor del cuello de Leia) a sus hijos. En una entrevista con The Wall Street Journal, Fisher llamo "estúpida" a la decisión de Disney, diciendo: "Dile [a los niños] que una babosa gigante me capturó y me obligó a usar ese atuendo estúpido, y luego lo maté porque no me gustó".

### Seguidores célebres

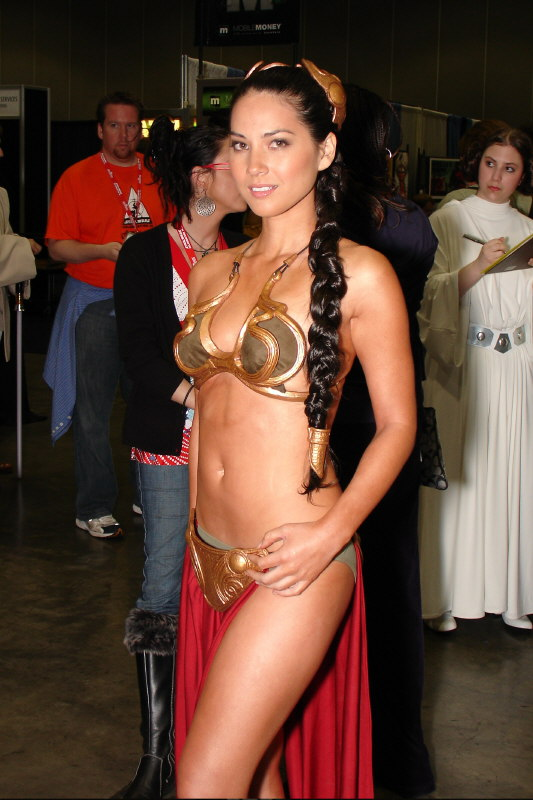
La actriz Olivia Munn vistiendo el bikini.

Varias celebridades se han mostrado llevando puesto este vestido; Melissa Joan Hart, la estrella de Clarissa Explains It All y Sabrina, the Teenage Witch, fue fotografiada vistiéndolo en una fiesta de disfraces; Kerri Kasem, personalidad radiofónica y televisiva, fue fotografiada llevando el traje; la actriz y modelo Phoebe Price lo lució en la Convención Internacional de Cómics de San Diego en 2010; Liana K, coanfitriona en Ed & Red's Night Party y conocida cosplayer, apareció en la Exposición de Cómic y Entretenimiento de Cálgari en 2008 vestida como princesa Leia esclava; la cómica Amy Schumer vistió una réplica del vestido de esclava de Leia para la portada de agosto de 2015 de GQ.

## En la cultura popular
| Año  | Obra                       | Episodio/Escena                       | Personaje/Actor                       | Nota | Referencia   |
| ---- | -------------------------- | ------------------------------------- | ------------------------------------- | --- | ------------ |
| 1996 | Friends                    | El de la fantasía de la princesa Leia | Rachel Green/Jennifer Aniston         | Rachel se viste con el traje para excitar a su novio Ross Geller/David Schwimmer | [ 1 ] [ 20 ] |
| 2000 | Padre de familia           | Demasiado sexy para ser tan gordo     | Esclavo                               | Vestido por un esclavo de Jabba el Griffin/voz de Seth MacFarlane |              |
| 2007 | Robot Chicken              | Robot Chicken: Star Wars              | Princesa Leia (voz de Candace Bailey) | Especial temático de La guerra de las galaxias de la serie Robot Chicken emitido en Cartoon Network |              |
| 2007 | Bailando con las estrellas | Cuarta temporada                      | Kym Johnson                           | Baila con el cantante Joey Fatone al son del tema principal de La guerra de las galaxias | [ 20 ]       |
| 2007 | Chuck                      | Chuck contra el gusano de arena       | Agente Sarah Walker/Yvonne Strahovski | Una foto falsa de Sarah con el traje es el hilo conductor de la trama, y más tarde lo lleva de verdad. Strahovski llevando puesto el bikini dio pie a la revista Wizard para calificarla en la posición 24 de las 25 mujeres más sexis de la televisión en 2008. IGN dio a Strahovski el puesto de honor en una lista similar. | [ 20 ]       |
| 2009 | Fanboys                    |                                       | Zoe/Kristen Bell                      | Comedia en la que un grupo de amigos decide irrumpir en el rancho Skywalker para robar una primera edición de Star Wars: Episodio I - La amenaza fantasma | [ 20 ]       |